# Christophe Louis Léon Juchault de Lamoricière
Christophe Louis Léon Juchault de Lamoricière o de la Moricière (Nantes, 5 settembre 1806 – Prouzel, 11 settembre 1865) è stato un generale e politico francese che servì anche nell'esercito pontificio, combattendo contro l'esercito sabaudo nella battaglia di Castelfidardo e fondando gli Zuavi pontifici.

## Biografia
Discendente da un'antica famiglia bretone fedele ai vecchi ricordi e alle antiche virtù, compì gli studi nella sua città natale; fu ammesso al Politecnico; entrò nella scuola militare di Metz, da cui uscì come luogotenente in seconda nel Reggimento del Genio il 31 gennaio 1829.
Nel 1830 fu nominato capitano degli Zuavi e nello stesso anno partecipò alla spedizione d'Algeria. Fu nominato colonnello degli zuavi nel 1837 e nel 1843 generale di divisione.
A partire dal 1846 fu protagonista di una rapida ascesa politica che lo portò a diventare Ministro della guerra e vicepresidente dell'Assemblea legislativa nel 1848. Nel luglio 1849 compì una missione in qualità di ambasciatore straordinario presso lo zar di Russia. Fu arrestato il 2 dicembre 1851 in quanto oppositore del colpo di Stato di Luigi-Napoleone Bonaparte. Costretto all'esilio, vi rimase per 5 anni, prevalentemente in Belgio.
Nel 1860 si mise a disposizione dell'esercito pontificio con l'obiettivo di respingere l'invasione delle Marche e dell'Umbria da parte dell'esercito sabaudo, ma fu sconfitto nella famosa battaglia di Castelfidardo. Su richiesta di monsignor de Mérode organizzò comunque il corpo degli Zuavi pontifici. Lamoricière rientrò quindi in Francia per finire i suoi giorni nel suo castello di Prouzel.

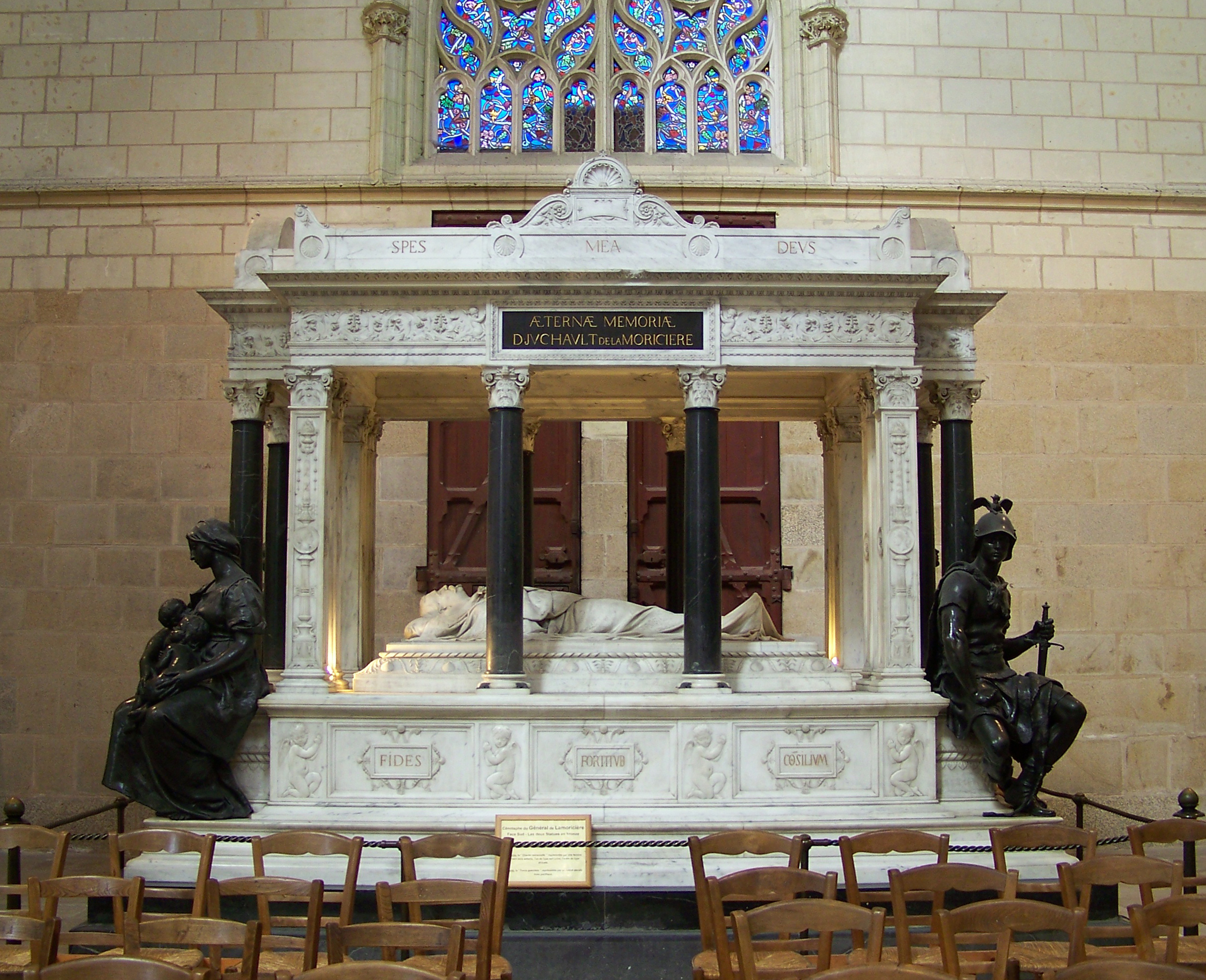
Cenotafio di Lamoricière nella cattedrale di Nantes, eretto per volere di papa Pio IX.

Per ringraziarlo dei suoi servizi, papa Pio IX fece erigere per lui un cenotafio nella cattedrale di Nantes, inaugurato nel 1879, mentre la città di Costantina gli dedicò un monumento inaugurato nel 1909, ma che sarà portato in Francia alla fine della guerra d'Algeria e posto a Saint-Philbert-de-Grand-Lieu, la città di origine della sua famiglia.